# Séisme de 2010 à Salta
 (décembre 2017).
Si vous disposez d'ouvrages ou d'articles de référence ou si vous connaissez des sites web de qualité traitant du thème abordé ici, merci de compléter l'article en donnant les références utiles à sa vérifiabilité et en les liant à la section « Notes et références ».
Le séisme de 2010 à Salta est un tremblement de terre de magnitude 6,4 sur l'échelle de Richter survenu le 27 février 2010 dans la province de Salta, en Argentine. L'épicentre, d'une dizaine de kilomètres de profondeur, est situé à une quinzaine de kilomètres au sud-ouest de la ville de Salta. La catastrophe provoque la mort de deux personnes, l'une dans le village de La Merced, l'autre dans la localité de La Silleta, mais cause relativement peu de dégâts matériels, malgré une coupure des signaux de communication d'une quarantaine de minutes dans la ville de Salta.
Ce séisme est le plus puissant enregistré dans la province depuis 1948, et touche une zone habitée par plus d'un million d'habitants. Le tremblement de terre trouve son origine dans un glissement de la plaque sud-américaine, mais n'a pas de lien direct avec le séisme qui s'est produit le même jour dans la région centre-sud du Chili.